# Matt Hardy
Matthew Moore Hardy (født d. 23. september 1974) er en amerikansk fribryder, der i øjeblikket har kontrakt med OMEGA. Han er bedre kendt som Matt Hardy. Matt Hardy er den ene halvdel af det legendariske tag team, The Hardy Boyz, sammen med sin bror Jeff Hardy. Matt Hardy er også tidligere WWE Tag Team Champion med sin bror og senere MVP, WWE European Champion, WWE Cruiserweight Champion og WCW Tag Team Champion med sin bror og senest United States Champion som han tabte til Shelton Benjamin den 20. juli 2008 ved The Great American Bash. Matt Hardy er nuværende #1 Contender for ECw titlen efter at han vandt en #1 Contender Fattle 4-Way Match, hvor vinderen ville møde Mark Henry for ECW titlen ved SummerSlam. Matt Hardy vandt kampen efter han pinnede John Morrison.